# 파니 아르당
파니 마르게리트 쥐디트 아르당(프랑스어: Fanny Marguerite Judith Ardant, 1949년 3월 22일 ~ )은 프랑스의 배우, 영화 감독이다. 《Pédale douce》(1996)로 세자르상 여우주연상을, 《카페 벨에포크》(2019)로 세자르상 여우조연상을, 《리디큘》(1996)로 뤼미에르상 여우주연상을 수상했다.

## 작품 목록

### 영화 출연
- 사랑과 슬픔의 볼레로 (1981)
- 이웃집 여인 (1981)
- 인생은 소설이다 (1982, La vie est un roman)
- 신나는 일요일 (1983)
- 스완의 사랑 (1984, Un amour de Swann)
- 죽도록 사랑하리 (1984, L'Amour à mort)
- 멜로 (1986, Mélo)
- La famiglia (1987)
- Fürchten und Lieben (1988)
- 샤베르 대령 (1994, Le Colonel Chabert)
- 시몽 시네마의 101의 밤 (1994)
- 구름 저편에 (1995)
- 사브리나 (1995)
- Pédale douce (1996)
- 리디큘 (1996)
- 엘리자베스 (1998)
- La cena (1998)
- 오거스틴 2 - 쿵후대왕 (1999, Augustin, roi du kung-fu) - 본인 역
- Le Libertin (2000)
- 8명의 여인들 (2001)
- 디오스 (2001)
- 칼라스 포에버 (2001) - 마리아 칼라스 역
- 나탈리 (2003)
- 사랑해, 파리 (2006)
- 역(驛)의 로망 (2007, Roman de gare)
- 일 디보 (2007)
- 헬로우 굿바이 (2008, Hello Goodbye)
- 얼굴 (2009, 臉)
- Raspoutine (2011, Распутин)
- 더 그레이트 뷰티 (2013)
- 카페 벨에포크 (2019)
- 더 팰리스 (2023)

### 영화 연출 및 대본
- Cendres et Sang (2009)
- Cadences obstinées (2013)